# Massacre de Jallianwala Bagh

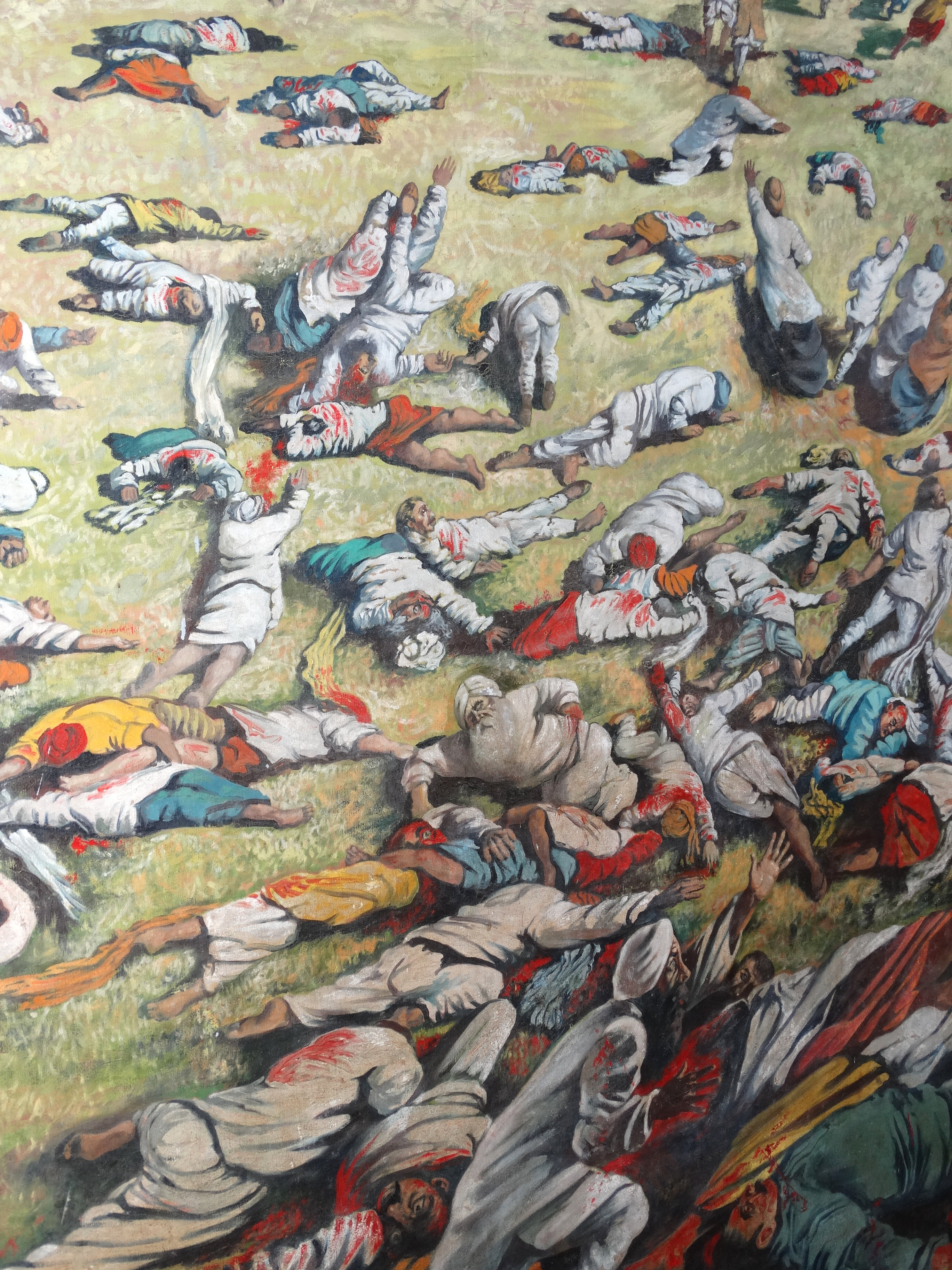
Mural retratando o massacre de Amritsar em 1919

O Massacre de Jallianwala Bagh, também conhecido como o Massacre de Amritsar, foi um assassínio em massa ocorrido na cidade de Amritsar, no norte da Índia, em 13 de abril de 1919. Foi efetuado por tropas do Raj Britânico contra os manifestantes que reivindicavam a independência da Índia. Estimativas colocam entre 6 000 e 20 000 pessoas na multidão.
As fontes divergem a respeito do total de fatalidades. Entre 379 e 1 000 pessoas teriam morrido no massacre, além de outros 1 500 feridos.

## Histórico

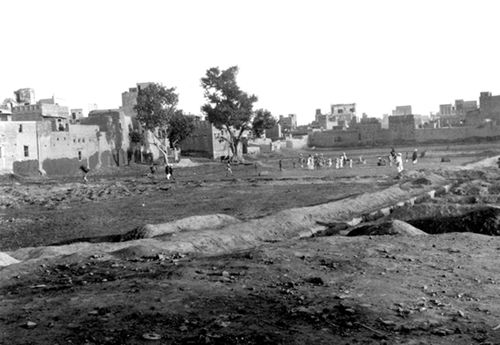
O Jallianwalla Bagh em 1919, meses após o massacre

Ocorreu em 13 de abril de 1919, quando o Brigadeiro-General Reginald Dyer ordenou às tropas do Exército Britânico Indiano que disparassem seus rifles contra uma multidão de civis indianos desarmados em Jallianwala Bagh, Amritsar, Punjab, matando pelo menos 379 pessoas e ferindo mais de 1 200 outras pessoas.
No domingo, 13 de abril de 1919, Dyer, convencido de que uma grande insurreição poderia ocorrer, proibiu todas as reuniões. Este aviso não foi amplamente divulgado, e muitos moradores se reuniram em Bagh para comemorar o importante festival Hindu e Sikh de Baisakhi, e protestar pacificamente contra a prisão e deportação de dois líderes nacionais, Satyapal e Saifuddin Kitchlew. Dyer e suas tropas entraram no jardim, bloqueando a entrada principal atrás deles, assumiram posição em uma margem elevada e, sem aviso, abriram fogo contra a multidão por cerca de dez minutos, direcionando suas balas principalmente para os poucos portões abertos pelos quais as pessoas estavam tentando fugir, até que o estoque de munição estava quase esgotado. No dia seguinte, Dyer declarou em um relatório que "ouvi dizer que entre 200 e 300 pessoas foram mortas. Meu grupo disparou 1 650 tiros".

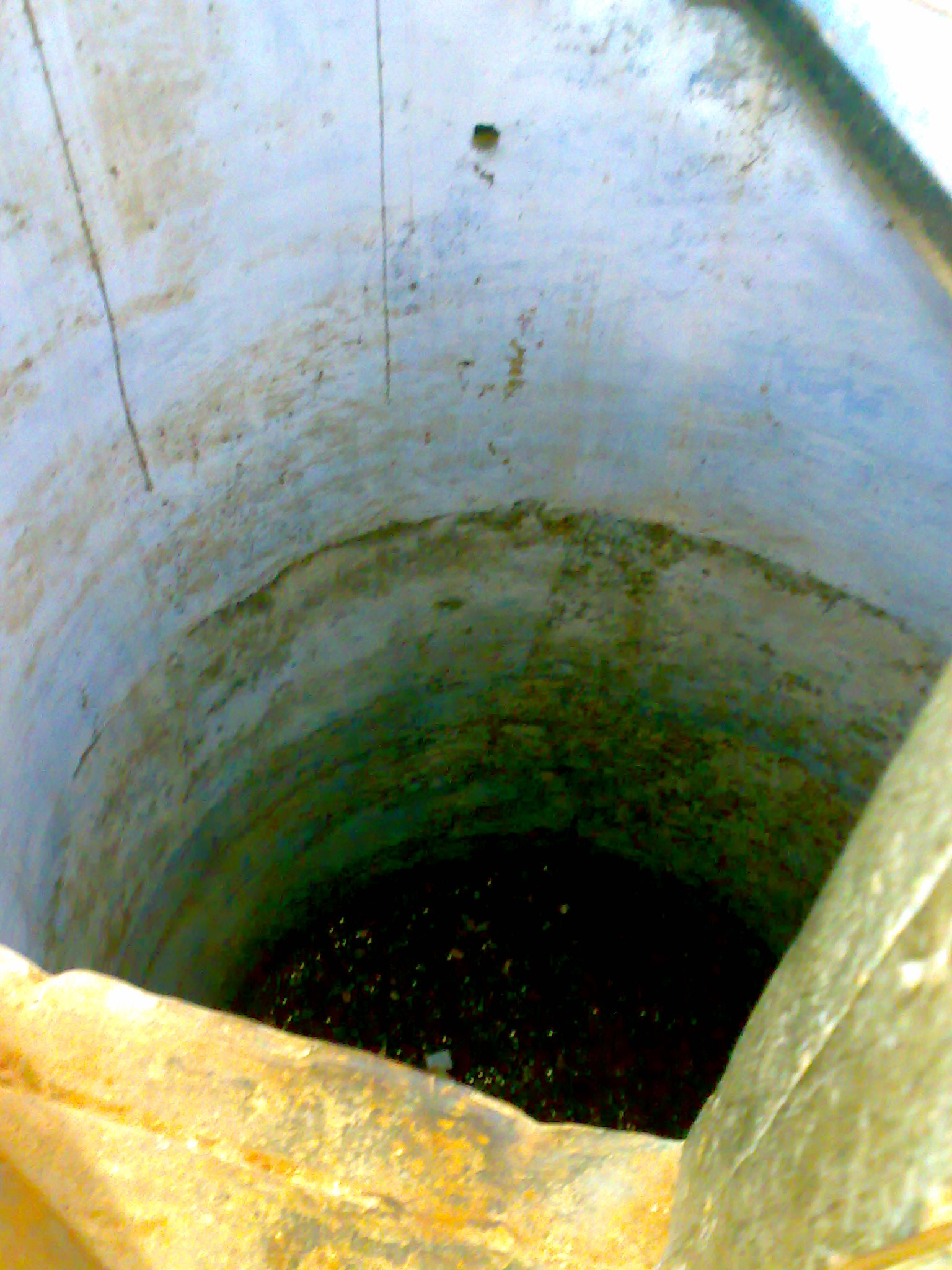
O poço dos mártires, em Jallianwala Bagh. 120 corpos foram recuperados deste poço de acordo com a inscrição nele.

O relatório da Comissão Hunter publicado no ano seguinte pelo Governo da Índia criticou Dyer pessoalmente e também o Governo do Punjab por não ter compilado uma contagem detalhada de vítimas, e citou um número oferecido pela Sewa Samati (uma Sociedade de Serviços Sociais) de 379 identificados mortos, e cerca de 1 200 feridos, dos quais 192 ficaram gravemente feridos. O número de vítimas estimado pelo Congresso Nacional Indiano foi de mais de 1 500 feridos, com aproximadamente 1 000 mortos.

Dyer foi elogiado por suas ações por alguns na Grã-Bretanha e, de fato, tornou-se um herói entre muitos daqueles que se beneficiavam diretamente do Raj britânico, como os membros da Câmara dos Lordes. Ele foi, no entanto, denunciado e amplamente criticado na Câmara dos Comuns, cuja comissão de investigação de julho de 1920 o censurou. Por ser um soldado que obedecia a ordens, não poderia ser julgado por assassinato. Os militares optaram por não levá-lo a um tribunal marcial, e sua única punição foi ser removido de seu cargo atual, recusado para uma proposta de promoção e impedido de continuar a trabalhar na Índia. Dyer posteriormente se aposentou do exército e mudou-se para a Inglaterra, onde morreu, sem arrependimento sobre suas ações, em 1927. 

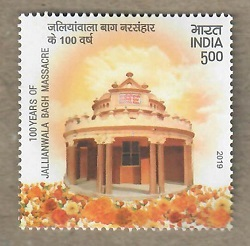
Selo indiano de 2019 rememorando os 100 anos do massacre

As respostas polarizaram os povos britânicos e indianos. O eminente autor Rudyard Kipling declarou na época que Dyer "cumpria seu dever como o via". Este incidente chocou Rabindranath Tagore (o primeiro indiano e asiático laureado com o Nobel) a tal ponto que ele renunciou ao seu título de cavaleiro e afirmou que "tais assassinos em massa não são dignos de dar qualquer título a ninguém".
O massacre causou uma reavaliação pelo Exército Britânico de seu papel militar contra civis à força mínima sempre que possível, embora ações britânicas posteriores durante as insurgências Mau Mau no Quênia levaram o historiador Huw Bennett a notar que a nova política nem sempre foi executada. O exército foi treinado novamente e desenvolveu táticas menos violentas para controle de multidão.
O nível de brutalidade casual e a falta de responsabilidade chocou toda a nação, resultando em uma terrível perda de fé do público indiano em geral nas intenções do Reino Unido. A investigação ineficaz, juntamente com os elogios iniciais a Dyer, alimentou uma grande raiva generalizada contra os britânicos entre a população indiana, levando ao movimento de não cooperação de 1920-22. Alguns historiadores consideram o episódio um passo decisivo para o fim do domínio britânico na Índia.
A Grã-Bretanha nunca se desculpou formalmente pelo massacre, mas expressou "pesar" em 2019.